# Debut Records
Debut Records foi uma gravadora de jazz estadunidense fundada em 1952 pelo baixista Charles Mingus, sua então esposa, Celia e o baterista Max Roach.
Este selo de curta duração foi uma tentativa de evitar os compromissos de trabalhar para grandes companhias. Com a intenção de mostrar o trabalho para novos músicos, apenas cerca de duas dezenas de álbuns foram lançados antes de a empresa encerrar suas atividades em 1957. No entanto, vários artistas fizeram suas primeiras gravações como líderes de bandas para a Debut, incluindo o pianista Paul Bley, e os trompetistas Kenny Dorham e Thad Jones. O saxofonista Hank Mobley fez sua estreia musical no selo, como sideman com Dorham.Teo Macero, depois do trabalho que o tornou conhecido como produtor de Miles Davis, gravou seu primeiro álbum como líder de uma banda como um saxofonista para a Debut Records.
Quando Celia Mingus se casou com Saul Zaentz, então chefe da Fantasy Records, Charles Mingus deu a Saul e Celia o controle do catálogo Debut como presente de casamento. Mingus pensou que o presente adequava-se como Celia lidava com a maior parte dos negócios da Debut, e a maior parte do dinheiro usado para estabelecer o novo negócio veio da mãe de Célia.
Um box de 12 CDs dessas gravações de Mingus para a Debut, a maioria delas de produções da gravadora, foi lançado pela Fantasy Records em 1992.

## Discografia
Série dez polegadas (10" LP)
- DLP 1   Charles Mingus/Spaulding Givens - Strings and Keys
- DLP 2   The Quintet - Jazz at Massey Hall, Vol. 1
- DLP 3   Bud Powell Trio - Jazz At Massey Hall, Vol. 2
- DLP 4   The Quintet - Jazz at Massey Hall, Vol. 3
- DLP 5   Trombone Rapport - Jazz Workshop, Vol. 1
- DLP 6   Teo Macero - Explorations
- DLP 7   Paul Bley - Introducing Paul Bley
- DLP 8   Oscar Pettiford - The New Oscar Pettiford Sextet
- DLP 9   Kenny Dorham - Kenny Dorham Quintet
- DLP 10  John LaPorta - The John LaPorta Quintet
- DLP 11  Sam Most - Sam Most Quartet Plus Two
- DLP 12  Thad Jones - The Fabulous Thad Jones
- DLP 13   Max Roach - The Max Roach Quartet featuring Hank Mobley
- DLP 14   Trombone Rapport - Jazz Workshop, Vol. 2
- DLP 15   Ada Moore - Jazz Workshop, Vol. 3
- DLP 16   Hazel Scott - Relaxed Piano Moods
- DLP 17   Thad Jones/Charles Mingus - Jazz Collaborations, Vol. 1

Série doze polegadas (12" LP):
- DEB 120   Miles Davis - Blue Moods
- DEB 121   John Dennis - New Piano Expressions
- DEB 122   John LaPorta - Three Moods
- DEB 123   Charles Mingus - Mingus at the Bohemia
- DEB 124   The Quintet - Jazz at Massey Hall
- DEB 125   Alonzo Levister - Manhattan Monodrama
- DEB 126   Four Trombones
- DEB 127   Thad Jones - The Fabulous Thad Jones
- DEB 128   Charles Mingus - Chazz! (não lançado)
- DEB 129   Jimmy Knepper - New Faces (não lançado)
- DEB 198   Jazz Workshop - Autobiography in Jazz